# Henry Golding
Henry Ewan Golding (født 5. februar 1987) er en britisk–malaysisk skuespiller, model og tv-vært. Han har været tv-vært på BBC's The Travel Show siden 2014. Han er bedst kendt for sin rolle som Nick Young i Crazy Rich Asians og Sean Townsend i Paul Feigs thriller A Simple Favor (begge fra 2018).

## Tidlig liv og karriere
Golding blev født i Betong, Malaysia, og bor i Sarawak. Goldings far, Clive Golding, er engelsk, og hans mor, Margaret Likan Golding, er malaysisk af iban-oprindelse.

## Filmografi
- Crazy Rich Asians (2018)
- A Simple Favor (2018)
- Last Christmas (2019)